# Леснічувка (гміна Бихава)
Леснічувка (пол. Leśniczówka) — село в Польщі, у гміні Бихава Люблінського повіту Люблінського воєводства.
Населення — 201 особа (2011).
У 1975-1998 роках село належало до Люблінського воєводства.

## Демографія
Демографічна структура станом на 31 березня 2011 року:
|          | Загалом | Допрацездатний вік | Працездатний вік | Постпрацездатний вік |
| -------- | ------- | ------------------ | ---------------- | -------------------- |
| Чоловіки | 102     | 22                 | 72               | 8                    |
| Жінки    | 99      | 22                 | 55               | 22                   |
| Разом    | 201     | 44                 | 127              | 30                   |